# Back to Black
A Back to Black Amy Winehouse angol énekesnő-dalszerző második és egyben utolsó stúdióalbuma, amely 2006. október 27-én jelent meg az Island Records kiadásában. Winehouse túlnyomórészt az albumot az akkori exbarátjával és későbbi férjével, Blake Fielder-Civillel való viharos kapcsolatára alapozta, aki átmenetileg elhagyta őt, hogy visszatérjen korábbi barátnőjéhez. Rövid ideig tartó szakításuk arra ösztönözte, hogy olyan albumot készítsen, amely a bűntudat, a gyász, a hűtlenség, a szívfájdalom és a trauma témáit járja körül egy kapcsolatban.
Az 1960-as évek lánybandáinak pop- és soulzenéje által befolyásolt Winehouse Salaam Remi és Mark Ronson producerekkel, valamint Sharon Jones zenekarával, a The Dap-Kings-szel dolgozott együtt azon, hogy megragadják a korszak hangzását, miközben keverik azt a kortárs R&B és neo-soul zenével. Az album dalait 2005 és 2006 között Remivel a miami Instrumental Zoo Studiosban, majd Ronsonnal és a Dap-Kingsszel a New York-i Chung King Studiosban és a Daptone Recordsnál vette fel. Az albumot Tom Elmhirst keverte a londoni Metropolis stúdióban.
A Back to Blacket a zenei kritikusok elismeréssel fogadták, dicsérve Winehouse dalszerzői és érzelmes éneklési stílusát, valamint Remi és Ronson produkcióját. Az albumról öt kislemez jelent meg: Rehab, You Know I’m No Good, Back to Black, Tears Dry on Their Own és Love Is a Losing Game. Az albumot a 2000-es évek végén a brit soul széleskörű népszerűségének egyik kulcsszereplőjeként is emlegetik, olyan előadók zenei útját egyengetve, mint Adele, Duffy és Estelle.
A 2008-as Grammy-díjátadón a Back to Black nyerte A legjobb popalbum díját, illetve jelölték Az év albuma kategóriában is. Ugyanezen a ceremónián Winehouse további négy díjat nyert, amivel öt másik előadóval együtt ő lett a második legtöbb díjat elnyerő nő egyetlen ceremónia során. Az albumot a 2007-es Brit Awards-on jelölték Az év brit albuma kategóriában, valamint a 2007-es Mercury-díj egyik esélyese volt. A Back to Black csak az Egyesült Királyságban 3,58 millió példányban kelt el, ezzel a 21. század eddigi második legkelendőbb albuma az országban. Az album világszerte több mint 16 millió példányban kelt el.
2007 novemberében megjelent a Back to Black bővített, deluxe kiadása, amely egy B-oldalas és élő felvételeket tartalmazó bónuszlemezt tartalmaz. Winehouse debütáló DVD-je, az I Told You I Was Trouble: Live in London című, ugyanebben a hónapban kiadott DVD-lemeze a londoni Shepherd’s Bush Empire-ben rögzített élő koncertjét és egy 50 perces dokumentumfilmet tartalmaz, amely részletesen bemutatja az énekesnő karrierjét az elmúlt négy évből. 2020-ban a Back to Black a 33. helyen szerepelt a Rolling Stone magazin „Minden idők 500 legjobb albuma” listáján.

## Háttér
Miután 2002-ben leszerződött az Island Recordshoz, Winehouse 2003. október 20-án kiadta debütáló albumát Frank címmel. Az albumot volt barátjának, Chris Taylornak ajánlotta, mivel fokozatosan elvesztette az érdeklődését iránta. A főként Salaam Remi által készített lemezen számos dal jazz hatású, és két feldolgozástól eltekintve minden dalnak Winehouse a társszerzője. Az album pozitív kritikákat kapott, dicsérték a dalszövegek „hűvös, kritikus szemléletét”, míg énekhangját olyan előadókhoz hasonlították, mint Sarah Vaughan és Macy Gray. Az album megjelenésekor a 13. helyet érte el a brit albumlistán, és a Brit Hanglemezgyártók Szövetsége (BPI) háromszoros platina minősítést adott neki. 2004-ben Winehouse-t jelölték a Brit Awards Legjobb brit női szólóénekes és Brit Urban Act kategóriáiban, míg a Frank bekerült a Mercury-díj jelöltjei közé. Ugyanebben az évben az album első kislemezes dalával, a Stronger Than Me-vel Winehouse és Remi elnyerte A legjobb kortárs dalnak járó Ivor Novello-díjat. A The Observernek adott 2004-es interjújában Winehouse elégedetlenségét fejezte ki az albummal kapcsolatban, és kijelentette, hogy „néhány dolog az albumon [őt] egy olyan kis helyre juttatta, ami rohadtul keserű”. Továbbá megjegyzi, hogy a marketing „elcseszett”, a promóció „szörnyű”, és minden „egy zűrzavar volt”.
2003-ban Winehouse Blake Fielder-Civillel járt, aki asszisztensként dolgozott a klipforgatásokon. Nagyjából ugyanebben az időben fedezte fel újra a hatvanas évekbeli zenét, amit kislányként szeretett, és egy 2007-es Rolling Stone interjúban azt nyilatkozta: „Amikor beleszerettem Blake-be, rengeteg hatvanas évekbeli zene volt körülöttünk”. 2005-ben a pár sok időt töltött egy helyi camdeni bárban, és az ott töltött idő alatt Winehouse bluest, '60-as évekbeli lánybandákat és Motown előadókat hallgatott, és azt vallotta, hogy „ez volt [az ő] otthona”, és „sok időt töltött ott [...] biliárdozással és zenegép hallgatással”. A bárban hallott zene inspiráló hatással volt Winehouse-ra, amikor második albumához írt dalokat.
Körülbelül ugyanebben az évben egy olyan időszakon ment keresztül, amikor ivott, erősen drogozott és fogyott. Azok az emberek, akik az év végén és 2006 elején látták őt, arról számoltak be, hogy a Back to Black megírásával egy időben erőre kapott. A családja úgy véli, hogy nagymamája 2006 közepén bekövetkezett halála, aki stabilizáló hatással volt rá, indította el a függőség felé. Fielder-Civil ezután elhagyta Winehouse-t, hogy visszatérjen korábbi barátnőjéhez. A szünetük alatt az album nagy részét a „Blake-kel való akkori kapcsolatának” állapotáról írta a „gyász, a bűntudat és a szívfájdalom” témáin keresztül. Winehouse 2006-ban rövid ideig Alex Clare séf-zenésszel járt, majd a következő évben visszatért Fielder-Civilhez, és feleségül ment hozzá.

## Felvételek és produkciós munkálatok
A Back to Black legtöbb dalát kizárólag Winehouse írta, mivel az album hangzásának elsődleges iránya inkább az 1950-es és 1960-as évek lánybandáinak stílusa felé tolódott el. Winehouse a New York-i énekesnő Sharon Jones régi zenekarával, a Dap-Kingsszel dolgozott együtt, hogy a stúdióban és a turnékon is kísérjék. Édesapja, Mitch Winehouse Amy, My Daughter című memoárjában elmeséli, hogy mennyire lenyűgöző volt figyelni a folyamatot, különösen a stúdióban tanúsított maximalizmusát. Kiírta egy CD-re, amit énekelt, és kint a taxijában lejátszotta, hogy tudja, a legtöbb ember hogyan hallja a zenéjét.

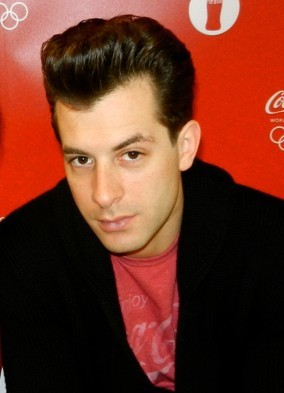
Mark Ronson volt az album egyik fő társproducere

2005-ben Winehouse visszatért Miamiba (mivel korábban már járt ott debütáló albumának produceri munkálatai miatt), hogy öt dalt rögzítsen Salaam Remi Instrumental Zoo stúdiójában: Tears Dry on Their Own, Some Unholy War, Me & Mr Jones, Just Friends és Addicted. Remi albumrészének felvételi folyamata „intim” volt, amely abból állt, hogy Winehouse énekelt, miközben gitározott, Remi pedig hozzáadta a többi hangszert, amelyeket többnyire ő maga (főleg a zongorán és a basszusgitárokon játszott az albumon), vagy Vincent Henry (főleg a szaxofonon, a fuvolán és a klarinéton) játszott. Winehouse és a producer Mark Ronson közös kiadóval rendelkeztek, ami ösztönözte őket a találkozásra. 2006 márciusában beszélgettek Ronson New York-i stúdiójában. Hat számon dolgoztak együtt: Rehab, Back to Black, You Know I’m No Good, Love Is a Losing Game, Wake Up Alone és He Can Only Hold Her. Ronson a The Guardian című lapnak adott 2010-es interjújában azt mondta, hogy azért szeretett Winehouse-szal dolgozni, mert a lány őszinte volt, ha nem tetszett neki a munkája. Winehouse viszont úgy gondolta első találkozásuk előtt, hogy a férfi hangmérnök volt, és egy „szakállas, idősebb férfira” számított.

Ronson a Back to Blacket aznap este írta, miután találkozott Winehouse-szal, erről egy 2010-es Mojo-interjúban beszélt: 
„Csak arra gondoltam, hogy beszélgessünk a zenéről, lássuk, mit szeret. Azt mondta, hogy szeret bárokba és klubokba járni, snookerozni a barátjával és hallgatni a Shangri-Las-t. Szóval lejátszott nekem néhány ilyen lemezt... Mondtam neki, hogy most nincs mit játszanom neki, de ha hagyja, hogy éjszakára dolgozzak valamin, akkor holnap visszajöhet. Így hát kitaláltam ezt a kis zongora riffet, ami a Back to Black verzéjének akkordja lett. Mögé csak egy kickdobot és egy tamburint tettem, és egy tonna visszhangot.”
Mark Ronson később egy 2015-ös The FADER interjúban emlékezett vissza a Back to Black felvételeire:
„Amy nagyon komolyan vette a szavait. A Back to Blacken dolgozva, amikor először énekelte a refrént, azt mondta: "We only said goodbye in words/ I died a hundred times (Csak szavakkal búcsúztunk el/ Százszor meghaltam). A producerösztönöm beindult, és azt mondtam: "Hé, bocs, de ennek rímelnie kell. Ez furcsa. Ki tudod javítani?" Ő meg csak nézett rám, mintha őrült lennék, és azt mondta: "Miért javítanám ki? Ez jött ki." Ezek a legvalószínűtlenebb dalszövegek, amiket valaha is el tudsz képzelni egy hatalmas pop kislemezen.”

Winehouse apja később könyvében felidézte a Rehab megalkotását: 
„Egy nap [Ronson és Winehouse] úgy döntöttek, hogy tesznek egy gyors sétát a környéken, mert Amy ajándékot akart venni [akkori barátjának] Alex Clare-nek ... visszafelé menet Amy elkezdett mesélni Marknak arról, hogy együtt volt Blake-kel [Fielder-Civil, az exével], aztán nem volt Blake-kel, és helyette Alexszel volt. Mesélt neki arról az időszakról, amikor a kórházban töltött idő után mindenki az ivás miatt nyaggatta: "Tudod, megpróbáltak rávenni, hogy menjek elvonóra, de én azt mondtam nekik, hogy nem, nem, nem, nem". "Ez eléggé szellemes" – válaszolta Mark. "Ez nagyon jól hangzik. Vissza kéne menned a stúdióba, és dalra kellene formálnunk."”
 A Ronson által készített dalok többsége a Daptone Recordsnál készült el – a The Dap-Kings hangszeres segítségével – a New York-i Brooklynban. A zenekar három fúvósa baritonszaxofonon, tenorszaxofonon és trombitán játszott. Ronson azért vette fel a triót, hogy az albumon a „’60-as évekbeli metálhangzást” hozza létre. A dobokat, a zongorát, a gitárt és a basszusgitárt együtt, egy szobában vették fel, a dobokat pedig egy mikrofonnal. A hangszerek között is sok volt a szórás. Az album további gyártása a New York-i Chung King és Allido stúdióban, valamint a londoni Metropolis Recordsnál zajlott. Az Allido stúdióban Ronson szintetizátorokat és vintage billentyűzeteket használt az album hangzásvilágának megjelenítéséhez, beleértve a Wurlitzer elektromos zongorát is. Ugyanezen év májusában Winehouse demó számai, mint a You Know I’m No Good és a Rehab Mark Ronson New York-i rádióműsorában, az East Village Radio-ban jelentek meg. Ezek voltak az első új dalok, amelyeket a Pumps megjelenése után játszottak a rádióban, és mindkettő a második albumára készült. A 11 számot tartalmazó, öt hónap alatt elkészült albumot teljes egészében Remi és Ronson készítette, a produceri érdemeket pedig megosztották egymás között.

### Utómunkálatok
Tom Elmhirstet, aki a You Know I’m No Good című kislemezt keverte, felkérték, hogy segítsen az album keverésében a Metropolis Recordsnál. Először Ronson eredeti keverését kapta meg, amelyet úgy jellemzett, hogy „radikális volt a pásztázás tekintetében, egyfajta Beatles-szerű”. Így folytatta: „A dobok például mind az egyik oldalra voltak pásztázva”. Megpróbálta a Love Is a Losing Game-et ugyanúgy keverni, mint a Rehabot, de úgy érezte, hogy ez nem helyes. Elmhirst keverte a Rehabot, de amikor először megkapta a dal többsávos felvételét, a sávok mennyisége minimális volt. Ezért Ronson Londonba utazott, hogy a Metropolis egyik tracking termében vonósokat, fúvósokat és ütőhangszereket vegyen fel. Miután ezeket a hangszereket hozzáadták, a dal egy „retro, '60-as évekbeli soul, R&B” hangulatot kapott. Elmhirst egy kortárs hangzást is adott a dalhoz, míg Ronson azt akarta, hogy a keverés visszafogott legyen és ne túlkomponált. Az albumot Stuart Hawkes maszterelte a Metropolisban.

## Zene és dalszöveg

### Kompozíció és hangzás

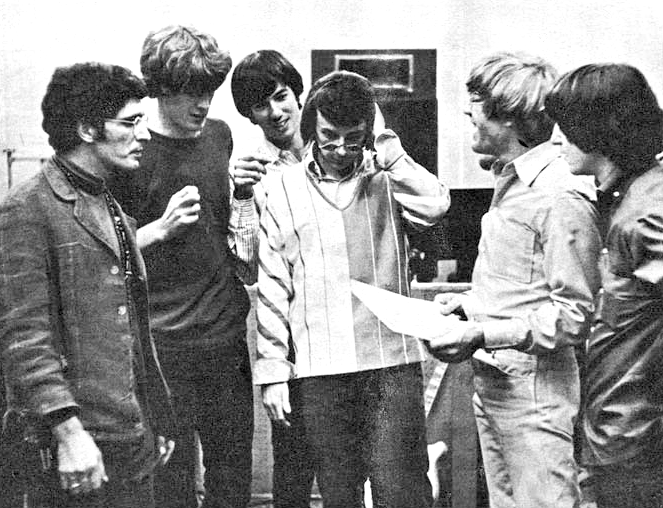
Az albumról megjegyezték, hogy Phil Spector „Wall of Sound” stílusára emlékeztet.

A Back to Black a kortárs R&B, a neo soul, a reggae, a klasszikus R&B, és az 1960-as évekbeli pop és soul zenei stílusjegyeivel rendelkezik. Az AllMusic John Bushja szerint a Back to Blacken Winehouse „elhagyja a jazzt, és teljesen átöleli a kortárs R&B-t”. David Mead a Paste-től szintén Franktől való eltérésként értékelte, és azt mondta, hogy Salaam Remi és Mark Ronson „szintetikus Motown-stílusú hátteret” állít az énekesnő mögé. Eközben Ann Powers az NPR Music-tól úgy jellemezte a Back to Blacket, mint „a klasszikus rhythm and blues teljes felkarolása”. Chuck Eddy zenei újságíró szerint Ronson és Remi produkciója Phil Spector „Wall of Sound” technikáját idézte, és Winehouse-t rézfúvós és vonós szekciókkal, hárfával és Wurlitzerrel vette körül. A PopMatters írója, Christian John Wikane szerint „az 1960-as évek pop és soul érzékenységének” ellentmondanak Winehouse „nyers” dalszövegei, és úgy érezte, hogy a szavak és a zene e különleges házassága tükrözi azt a keserédes kettősséget, amely néha a valódi kapcsolatokat keretezi”. A The A.V. Club munkatársai hangsúlyozták, hogy „a lemez az általa elindított brit neo-soul hullám csúcspontja”.

### 1–6. dalok
Az album első dala és kislemeze, a Rehab egy lendületes, kortárs, és önéletrajzi ihletésű dal Winehouse múltbeli tiltakozásáról, hogy alkoholrehabilitációs központba járjon, miután egy beszélgetést folytatott édesapjával, Mitch Winehouse-szal. Korábban a menedzsmentje biztatta, hogy menjen el egy ilyenre. A dalban „visszhangok” is szerepelnek az énekhangon és a dobokon, hogy „retró hangulatot” keltsenek, élő tapssal, timpanival, harangokkal, valamint „enyhe vintage effektekkel” a zongorán és a basszusgitáron. Winehouse "Ray"-t és "Mr. Hathawayt" említi, utalva Ray Charlesra és Donny Hathawayre. Egy ideig azonban az élő fellépések során a "Ray"-t "Blake"-re cserélte, utalva volt férjére, Blake Fielder-Civilre, aki súlyos testi sértés vádjával börtönben ült.
A You Know I’m No Good egy tempós dal Winehouse-ról, aki megcsalja a „jó férfit, aki szereti őt”, és így saját magát is kijátssza egy egészséges kapcsolatból. A dalszöveg Winehouse-t is „tehetetlennek” tünteti fel, miközben megpróbálja megérteni és ellenállni saját önpusztító kényszereinek.
A jazz- és reggae-hatású Me and Mr Jones című dalban Winehouse arról énekel, hogy elfogadta, hogy soha nem jutott el egy Slick Rick-koncertre, de nem hajlandó kihagyni egy Nas-koncertet, mivel közeli barátok voltak (Nas vezetékneve Jones). A dal címe Billy Paul 1972-es Me and Mrs. Jones című dalát idézi. Egy 2011-es XXL interjúban Nas visszaemlékezik: „Nem igazán emlékszem, hogy Salaam, aki nagyon közel állt hozzá [Winehouse-hoz], aki bemutatott minket, beszélt-e nekem erről [Mr Jones Nasról szólt] vagy sem [...] De, sokat hallottam róla, mielőtt egyáltalán meghallottam volna a dalt.” Winehouse a dal első refrénjében ("Miféle k*baszás ez? / Miattad nem láthattam Slick Rick-et") és a későbbiekben is káromkodott a közte és Nas közötti kapcsolatról. Az Island Records elnöke, Darcus Beese a Genius kommentárjában hozzátette, hogy Remi és Winehouse is a „Fuckery” („K*baszás”) címet adta a dalnak eredetileg. Majd így folytatja: „Emlékszem, hogy azt mondtam Amynek és Salaamnak: "Nem hívhatod ezt a dalt 'Fuckery'-nek [...] Salaam volt a felnőttebb kettőjük közül, de Amy azt mondta: 'Hát én miért ne hívhatnám?'. [...] Ezért mondom mindig, hogy mindent bele kell vinned, amire gondolsz, és valami olyat kell adnod az embereknek, ami izgalmas.”
Az album negyedik dala, a Just Friends arról szól, hogy „[egy nő] megpróbál elszakadni egy tiltott viszonytól”, a dalszöveg szerint: „A bűntudat megöl, ha ő nem teszi meg először”. Ez egy „ska-soul” dal „lüktető reggae groove-val” az egész számban. Jon Pareles a The New York Times-tól kifejti, hogy Winehouse az olyan dalokat, mint a Just Friends, „a hangszín és a frazeálás játékává teszi [...] visszatartva egy sort, majd átvágva rajta, kinyújtva egy hangot [kísérőzenekara] egyenletes ütemére”.
A Back to Black címadó szám az old-school soul zene elemeit tárja fel. A dal hangzását és ritmusát a hatvanas évekbeli vintage lánybandákhoz hasonlónak írták le. A produkciót a „Wall of Sound” hangzása miatt is kiemelték. Winehouse a sértettség és a keserűség érzéseit fejezi ki egy barátja miatt, aki elhagyta őt; azonban a dalszövegek során „erős marad”, amit a nyitó sorok példáznak: "Nem hagyott időt a sajnálkozásra / Nedvesen tartotta a f*rkát / A régi jól bevált helyen / Én és az én büszkeségem / És a felszáradt könnyeim / Folytatjuk a pasim nélkül". A dalt a Fielder-Civilrel való kapcsolata ihlette, aki elhagyta Winehouse-t egy volt barátnője miatt. A szakítás miatt a lány „feketére” váltott, ami a hallgató számára úgy tűnhet, hogy az ivásra és a depresszióra utal. A „black”-et néha úgy tekintették, mintha a heroinra utalna, de ez pontatlan, mivel Winehouse heroinhasználata csak a Blake Fielder-Civil-lel kötött házassága után (2007 közepén) kezdődött, amit Asif Kapadia dokumentumfilmje is megerősített. A dal szöveges tartalma egy kapcsolat szomorú lezárásáról szól, a szövege pedig nyílt. John Murphy a musicOMH-tól a dal bevezetőjét a Martha and the Vandellas Jimmy Mack című dalához hasonlította, hozzátéve, hogy a dal egy „sokkal sötétebb helyen” folytatódik.
A Love Is a Losing Game egy érzelmes ballada, amely Winehouse választott metaforáját idézi, mint olyan időtöltést, amely „addiktív és destruktív” lehet. Alexis Petridis a The Guardiantól így magyarázza tovább: „Egy magányos elektromos gitár és finom dobok felett [Winehouse] hangja kerül a középpontba, hogy kifejtse rezignált álláspontját, miszerint a szerencsejátékhoz hasonlóan csak addig lehet szeretni, amíg nem leszünk vesztesek”.

### 7–11. dalok
A Tears Dry on Their Own című dal Marvin Gaye és Tammi Terrell 1967-es Ain't No Mountain High Enough című dalának fő akkordmenetét veszi át. Remi úgy vélte, hogy az albumnak valami „pörgősebbre” van szüksége, és azt javasolta Winehouse-nak, hogy készítsen egy „lassabb, szomorúbb feldolgozást” a dalból. Laura Barton a The Guardiantól úgy magyarázta a számot, hogy Winehouse keményen „beszólt” magának, olyan szövegekkel, mint "Nem játszhatom újra magamat, a saját legjobb barátomnak kell lennem" és "Ne b*szogassam magam hülye férfiakkal".
A HelloBeautiful munkatársai a Winehouse és Paul O'Duffy által írt Wake Up Alone-t egy újabb szentimentális balladának tartják, amely „a szakítás utáni időszakot írja le és azt, amikor az ember megpróbál nem gondolni az illetőre azzal, hogy elfoglalja magát”. Hozzáteszik: „De amikor eljön az éjszaka, akkor az említett személyre való gondolatok is”. Winehouse egy hónapot töltött O'Duffy észak-londoni stúdiójában, ahol az album számain dolgozott, és a Wake Up Alone volt az első dal, amelyet a munkálatok során rögzítettek, és az egyetlen dal, amely felkerült az albumra. A dal 2006 márciusában O'Duffy által felvett „one-take” demója később megjelent Winehouse posztumusz, Lioness: Hidden Treasures című albumán.
Nick Shymansky, Winehouse első menedzsere elárulta, hogy a Some Unholy War című középtempós soul dal ötlete azután született meg, hogy Winehouse meghallgatott egy rádióadást az afganisztáni háborúról. Ahogy meghallotta a „szent háború” kifejezést, vagyis azt, hogy a háborút elsősorban a vallási különbségek okozzák vagy indokolják, Winehouse-nak azonnal eszébe jutott egy ötlet, hogy a vallási konfliktust a Fielder-Civilrel kapcsolatos személyes problémáira fordítsa. Az ötletet tovább erősíti a dal nyitó sorai: "Ha az emberem valami szentségtelen háborút vívna, én mögötte állnék". Az élő fellépéseken általában a dal lassabb verziójával kezdte, mielőtt egy tempósabb verzióval folytatta volna.
A He Can Only Hold Her a (My Girl) She's a Fox című dalt tolmácsolja a Robert és Richard Poindexter testvérektől. Joshua Klein a Pitchforktól úgy jellemzi Winehouse-t a dalban, mint „objektív megfigyelőt, és aki képes meglátni személyes problémáit annak, amik". A refrén így szól: „Így próbálja megbékíteni, mert ami benne van, az sosem hal meg”. Klein feltételezi, hogy „ebből az új nézőpontból [,] Winehouse továbblépett”. John Harrison, a He Can Only Hold Her eredeti demójának producere a BIMM londoni mesterkurzusán elmondta, hogy „a (My Girl) She's a Fox című dalt a nővére mutatta be neki”. Ezután eljátszotta a dalt Winehouse-nak, és amikor a lány érdeklődését fejezte ki, készített neki egy kísérőzenét. Harrison eredetileg nem kapott írói elismerést a Back to Black-en, ezért beperelte Winehouse-t szerzői jogok megsértése miatt. Megegyeztek a dal kapcsán, és végül az ő nevét is hozzáadták a számhoz. A Back to Black eredeti dalbetétlapján csak annyi állt: „Original demo produced by P*Nut [John Harrison beceneve]”.
Az Addicted, a Back to Black bővített változatán szereplő bónusz szám Winehouse marihuánával kapcsolatos tapasztalatairól szól. „Régebben sokat füveztem” – mondta az énekesnő 2007-ben a Rolling Stone-nak. „Azt hiszem, ha az embernek addiktív személyisége van, akkor egyik méregtől a másikig jut”.

## Kiadás és népszerűsítés

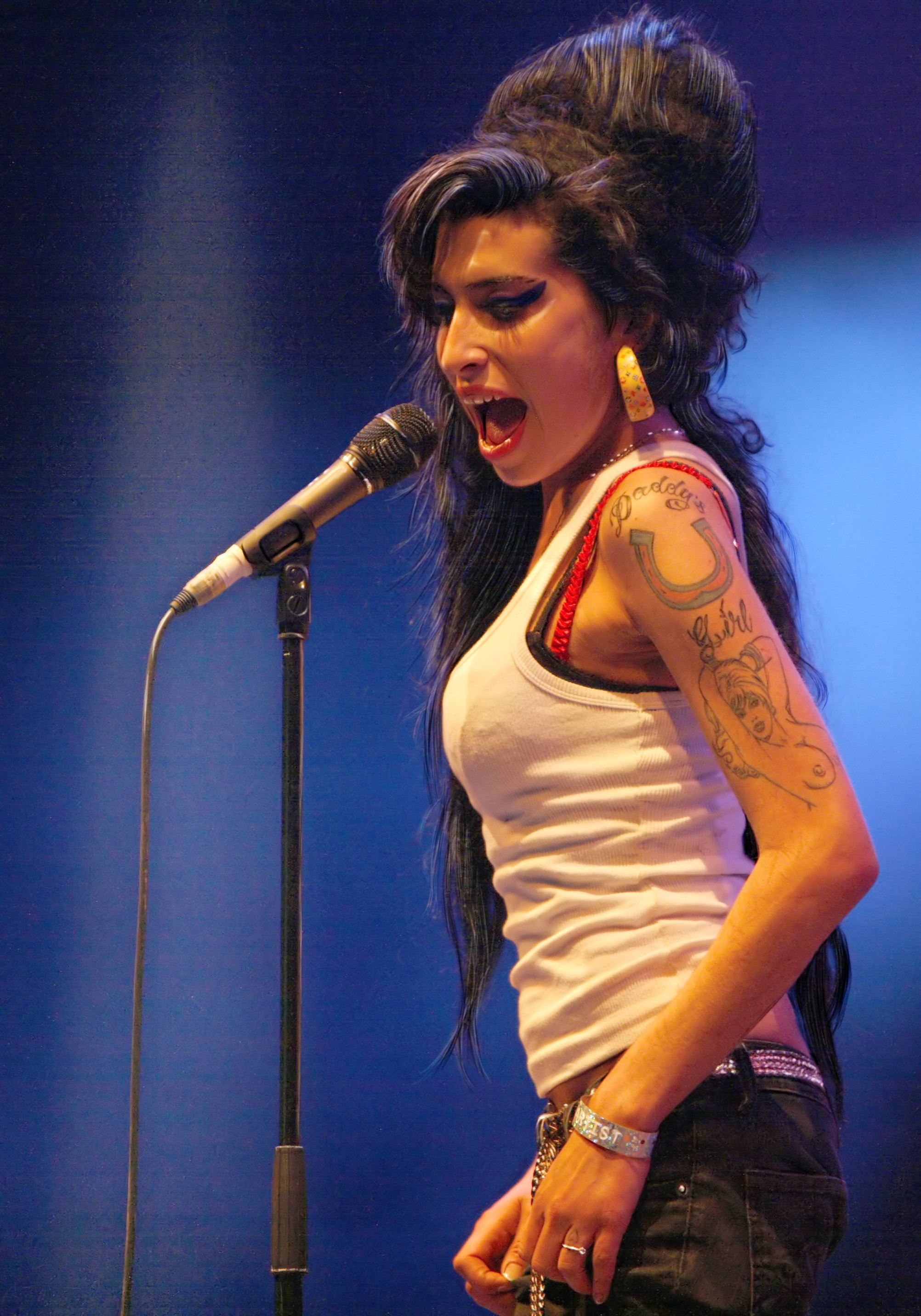
Winehouse fellépés közben a franciaországi Eurockéennes fesztiválon 2007-ben

A Back to Black 2006. október 27-én jelent meg. A Back to Black deluxe kiadása 2007 novemberében jelent meg a kontinentális Európában, az Egyesült Királyságban pedig 2007. december 3-án. Az újrakiadás tartalmazza az eredeti stúdióalbumot újramaszterelve, valamint egy bónuszlemezt, amely különböző B-oldalas és élő számokat tartalmaz, köztük Winehouse Valerie című kislemezének szóló előadását a BBC Radio 1 Live Lounge című műsorában; a dal eredetileg stúdió formában Ronson Version című albumán volt hallható. Winehouse debütáló DVD-je, az I Told You I Was Trouble: Live in London címmel november 5-én jelent meg az Egyesült Királyságban és november 13-án az Egyesült Államokban. A DVD a londoni Shepherd's Bush Empire-ben rögzített élő koncertet és egy 50 perces dokumentumfilmet tartalmaz, amely az énekesnő karrierjét mutatja be az elmúlt négy évből.
Az albumról 2006. október 23-án jelent meg az első kislemez, a Rehab. 2006. október 22-én, kizárólag a letöltési eladások alapján, a 19. helyen szerepelt a brit kislemezlistán, majd amikor a következő héten megjelent a fizikai kislemez, a hetedik helyre emelkedett. A Rehab 2007. június 3-án, a 2007-es MTV Movie Awards-on való előadását követően a dal a június 23-i héten az amerikai Billboard Hot 100-as lista 10. helyére került, és a következő héten a kilencedik helyen tetőzött.
A You Know I’m No Good 2007. január 8-án jelent meg az album második kislemezeként, és a brit kislemezlistán a 18. helyig jutott. A Back to Black 2007 márciusában jelent meg az Egyesült Államokban, a You Know I'm No Good remixével, melyen Ghostface Killah rappelt. A harmadik brit kislemez, a Back to Black 2007. április 30-án jelent meg. A szám korábban a 25. helyet érte el a brit slágerlistán, majd 2011 júliusának végén, Winehouse halálát követően a nyolcadik helyre kúszott fel. Az albumról két további kislemez jelent meg: a Tears Dry on Their Own 2007. augusztus 13-án, és az Egyesült Királyságban a 16. helyet érte el, míg a Love Is a Losing Game 2007. december 10-én, és a 33. helyig jutott.

## Turnézás

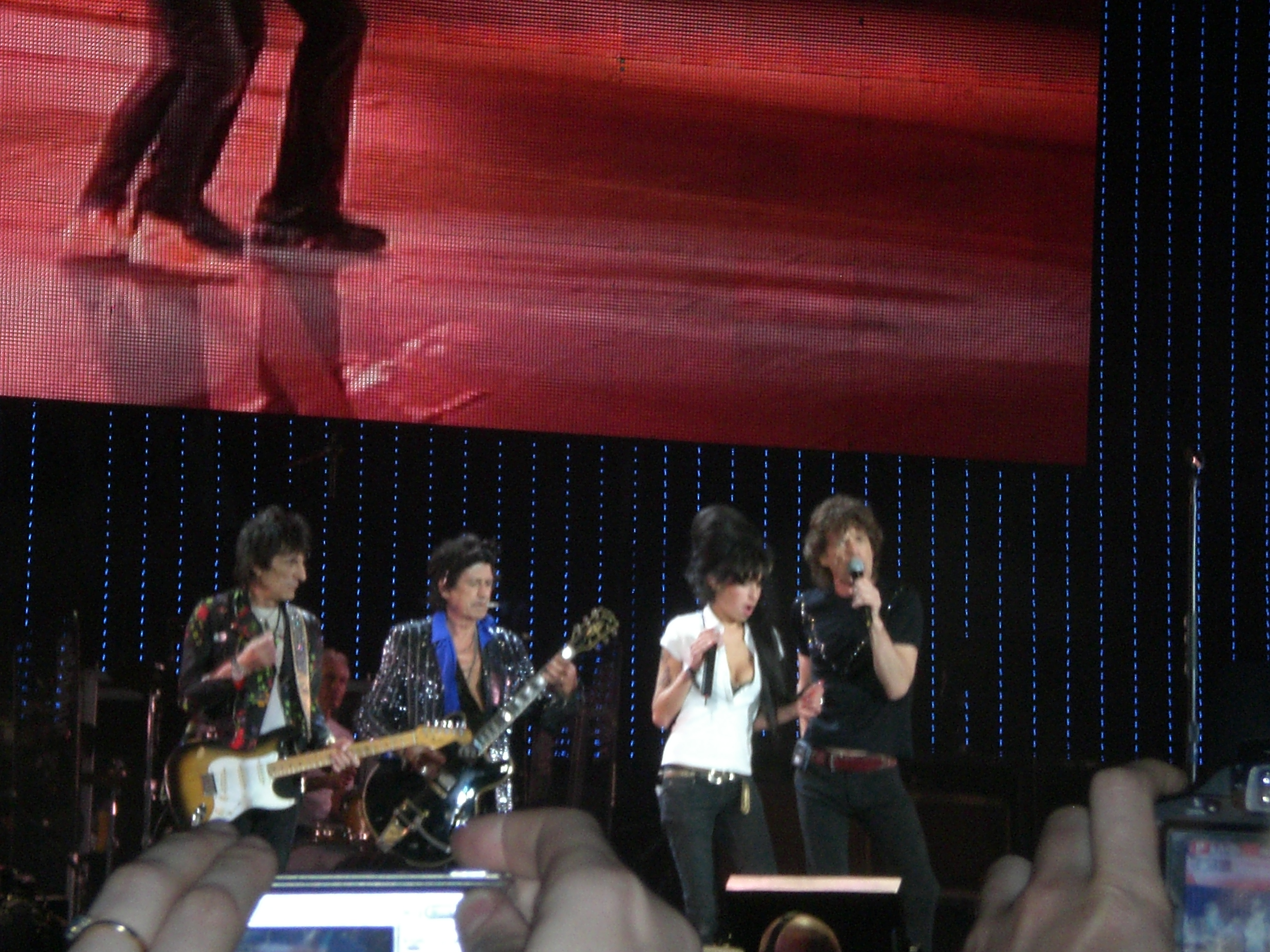
Winehouse fellépés közben a The Rolling Stones-szal a 2007-es Isle of Wight fesztiválon

Winehouse 2006 végén a Back to Black megjelenését több fellépéssel népszerűsítette, köztük egy Little Noise Sessions jótékonysági koncerttel a londoni Islingtonban található Union Chapelben. 2006. december 31-én Winehouse megjelent Jools Holland Annual Hootenanny című műsorában, és Paul Wellerrel és Holland Rhythm and Blues Orchestrájával együtt előadta Marvin Gaye I Heard It Through the Grapevine című dalának feldolgozását. Emellett előadta Toots and the Maytals Monkey Man című dalát is. Kérésére Bruce Willis színész mutatta be Winehouse-t a Rehab című dal előadása előtt a 2007-es MTV Movie Awards-on a kaliforniai Universal Cityben 2007. június 3-án. 2007 nyarán különböző fesztiválokon lépett fel, többek között a Glastonbury Fesztiválon, a chicagói Lollapaloozán, a belgiumi Rock Werchteren és a baltimore-i Virgin Fesztiválon.
2007 novemberében egy 17 állomásos turné nyitóestjét kifütyülések és a közönség távozása keserítette meg a birminghami National Indoor Arénában. A Birmingham Mail kritikusa szerint ez volt „életem egyik legszomorúbb estéje [...] láttam, ahogy egy rendkívül tehetséges művész könnyekbe lábad, a színpadon botladozik, és megbocsáthatatlanul káromkodik a közönséggel”. Más koncertek is hasonlóan végződtek, például a Hammersmith Apollo fellépésén a rajongók szerint „végig erősen ittasnak tűnt”, mígnem 2007. november 27-én Winehouse bejelentette, hogy az év hátralévő részére lemondta fellépéseit és nyilvános szerepléseit, arra hivatkozva, hogy orvosa teljes pihenésre szólította fel. A Live Nation koncertszervező cég által kiadott közleményben a döntésért „a turnézással járó fáradalmakat és az Amyre az elmúlt hetekben nehezedő intenzív érzelmi terhelést” okolta. Mitch Winehouse 2012-ben megjelent Amy, My Daughter című könyvében írt a nyilvános fellépések előtti idegességéről.

## A kritikusok értékelései
A Back to Black széleskörű elismerést kapott a kritikusoktól. A Metacriticen, amely egy 100-as skálán értékeli a mainstream kiadványokat, az album 26 kritika alapján 81-es átlagpontszámot kapott. Az AllMusic írója, John Bush méltatta Winehouse zenei átmenetét a debütáló lemezétől: „Zenei karakterének legjobb részei érintetlenül maradnak, és valójában még jobbak is a jazzénekesnőből soulszirénné válás után.” Dorian Lynskey a The Guardiantól a Back to Blacket „21. századi soul klasszikusnak” nevezte. Sal Cinquemani, a Slant Magazine munkatársa szerint Winehouse és producerei „szakértő hangulatformálók vagy ravasz rekonstruktőrök”. Sasha Frere-Jones, a The New Yorker munkatársa dicsérte Winehouse „artikulálatlan megközelítését [az albumon]”. Nathan Rabin a The A.V. Clubtól le volt nyűgözve „Winehouse komolytalan lírai aggályai és a Back To Black wall-of-sound hangzásbeli gazdagsága közötti összhangtól”. Az Entertainment Weekly-től Will Hermes úgy vélte, hogy az „okostojás” dalszövegei „az igazi, aktuális eredetiség birodalmába emelik [az albumot]”. Douglas Wolk, aki a Blender számára írt, azt mondta, hogy az album „fantasztikusan hangzik – részben azért, mert a produkció a dobok hangzásáig a '60-as évekbeli soul mintáit idézi [...] Winehouse egy pokolian lenyűgöző énekesnő, különösen, ha nem más emberek mondatait másolja”.
Néhány értékelő kritikusabb volt az albummal kapcsolatban. A Rolling Stone munkatársa, Christian Hoard vegyes kritikájában így fogalmazott: „A dallamok nem mindig tartanak ki. De a legjobbakat lehetetlen nem szeretni”. Robert Christgau az MSN Music fogyasztói kalauzában „tiszteletbeli elismerést” adott neki, kiemelve a You Know I’m No Good és a Rehab című dalokat, és azt írta: „Imádkozzunk, hogy a házassága tartós legyen – ő jó megfigyelő, és ez szélesítené a látókörét”. A Pitchfork kritikusa, Joshua Klein kritizálta Winehouse „védekező”, szubjektív, a kapcsolatokra vonatkozó szövegeit, de hozzátette, hogy „Winehouse-t megáldotta egy olyan rekedtes hang, amely még a hétköznapi érzéseket is erőteljes kijelentéssé tudja változtatni”.

### Elismerések
A Back to Blacket több kiadvány is a 2006 és 2007 10 legjobb albuma közé választotta az év végi albumlistáján, többek között a Time (első hely), az Entertainment Weekly (második hely), a Billboard (harmadik hely), a The New York Times (harmadik hely), a The Austin Chronicle (negyedik hely), a Slant Magazine (negyedik hely) és a Blender (nyolcadik hely). Az album a Rolling Stone „The Top 50 Albums of 2007” listáján a 40. helyre került. Az Entertainment Weekly kritikusa, Chris Willman a Back to Blacket a 2007-es év második legjobb albumának nevezte, és úgy nyilatkozott, hogy „a Black korunk egyik nagy áttörést jelentő CD-jeként fog fennmaradni”. Hozzáteszi: „A végén az énekesnő bebörtönzött házastársa miatt érzett valós szívfájdalma bizonyítja azt, ami a groove-okból nyilvánvaló: Amikor ez a hölgy a szerelemről énekel, minden szavát komolyan gondolja.” A Rolling Stone a 2000-es évek 100 legjobb albumát felsoroló listáján a 20. helyre helyezte az albumot.
A 2007-es Brit Awards-on Winehouse nyerte a Brit női szólóénekesnő díját, a Back to Blacket pedig a MasterCard Brit Album kategóriában jelölték. 2007 júliusában az albumot jelölték a 2007-es Mercury-díjra, de alulmaradt a Klaxons Myths of the Near Future című albumával szemben. Ez volt a második alkalom, hogy Winehouse-t jelölték a Mercury-díjra; 2004-ben Frank című debütáló albuma került a jelöltek közé. A Back to Black számos díjat nyert az 50. Grammy-díjátadón 2008. február 10-én, többek között Az év felvétele és Az év dala a Rehabért; míg az albumot jelölték Az év albuma és A legjobb popalbum kategóriában, ez utóbbit meg is nyerte. Maga Winehouse az albumért megkapta A legjobb új előadónak járó Grammy-díjat, Ronson pedig a 2008-as Grammy-díjat Az év nem klasszikus producere kategóriában.

## Kereskedelmi teljesítmény
A Back to Black a harmadik helyen debütált a brit albumlistán 2006. november 5-én, 43 021 eladott példányszámmal az első héten. Az album először a 2007. január 20-án záruló héten, a listán töltött 11. héten került az első helyre, és több mint 35 500 példányban kelt el. A következő héten is az első helyen maradt, közel 48 000 eladott példánnyal. Öt héttel később, 47 000 eladott példánnyal harmadjára is visszatért az első helyre. A Back to Black a 2007-es év legkelendőbb albuma volt az Egyesült Királyságban, 1,85 millió példányban kelt el. A Brit Hanglemezgyártók Szövetsége (BPI) 2018. március 30-án tizenháromszoros platina minősítést adott az albumnak, amely 2018 októberéig 3,93 millió példányban kelt el, amivel a 21. század eddigi második legkelendőbb albuma az Egyesült Királyságban, valamint minden idők 12. legkelendőbb albuma az Egyesült Királyságban.
A Back to Black a hetedik helyen debütált a Billboard 200-as listán az Egyesült Államokban, az első héten 51 000 eladott példányszámmal, ami egy brit női szólóénekesnő albumának legmagasabb debütáló helyezése volt abban az időben – ezt a rekordot Joss Stone Introducing Joss Stone című albuma döntötte meg, amely a következő héten a második helyen debütált a Billboard 200-as listán. Miután Winehouse többszörös győzelmet aratott az 50. Grammy-díjátadón, az album 115 000 eladott példánnyal a 24. helyről a második helyre ugrott a Billboard 200-as lista 2008. március 1-jei kiadásán. Az albumot 2008. március 12-én az Amerikai Hanglemezgyártók Szövetsége (RIAA) dupla platina minősítéssel jutalmazta, és azóta közel hárommillió példányban kelt el az Egyesült Államokban.
A Back to Black 13 nem egymást követő héten át vezette a European Top 100 Albums albumlistát, és több európai országban, így Ausztriában, Belgiumban, Németországban, Görögországban, Írországban és Svájcban is első lett. Az album 2011 végén nyolcszoros platina minősítést kapott a Nemzetközi Hanglemezipari Szövetségtől (IFPI), ami nyolcmillió eladott példányt jelent Európa-szerte. 2018 szeptemberéig az albumból több mint 16 millió példányt adtak el világszerte.
Winehouse 2011. július 23-án bekövetkezett halálát követően a Back to Black eladásai világszerte drasztikusan megnőttek. Az album világszerte több iTunes-listán is az első helyre került. 2011. július 24-én, amikor a halálhír bejelentése után kevesebb mint hét órával az eladások beleszámítottak az adott heti listás adatokba, az album 2446 eladott példánnyal a 49. helyen lépett vissza a brit albumlistára. A következő héten ismét az első helyre ugrott, ezzel az album negyedszer került a lista élére. A Back to Black további két hétig tartotta az első helyet. 2011. július 26-án a Billboard arról számolt be, hogy az album a 2011. augusztus 6-i kiadásban 37.000 eladott példányszámmal a kilencedik helyre került a Billboard 200-as listán, bár a heti lista csak a halálhírét követő első 36 óra eladásait követte nyomon. A következő héten 38 000 eladott példánnyal a hetedik helyre kúszott fel, egy teljes hét eladás után. Kanadában az album 2500 eladott példányszámmal a 13. helyre került vissza a kanadai albumlistán. A következő héten a hatodik helyre emelkedett, és további 5000 példányban kelt el. A kontinentális Európában a Back to Black visszatért az első helyre Ausztriában, Horvátországban, Németországban, Hollandiában, Lengyelországban és Svájcban, míg Olaszországban először lett listavezető.

## Hatása és öröksége
A Back to Black megjelenése után a lemezkiadók egyre több kísérletező kedvű női előadóművészt kerestek. A nagy kiadókhoz leszerződtetett női előadók között volt Adele, Duffy, V V Brown, Florence and the Machine, La Roux és Little Boots is. A Back to Black megjelenése utáni években Dan Cairns a The Sunday Times-ban megjegyezte, hogy „az A&R vezetők, a rádiósok és a közönség körében elterjedt az a nézet, hogy a nők a pop kereskedelmi motorjai”. 2011 márciusában a New York Daily News egy cikket közölt, amelyben Winehouse-nak és az ő távollétének tulajdonította az Egyesült Államokban sikeres brit női művészek folyamatos hullámát. A Spin magazin zenei szerkesztőjét, Charles Aaront idézték, aki azt mondta: „Amy Winehouse volt a Nirvana-pillanat mindezen nők számára [...] Mindannyian visszavezethetők hozzá a hozzáállás, a zenei stílus vagy a divat tekintetében”. Keith Caulfield, a Billboard chartmenedzsere szerint „Amy miatt, vagy annak hiánya miatt, a piac olyan énekesnőket tudott szerezni, mint Adele, Estelle és Duffy [...] Most ezek a hölgyek hozták az újakat, mint Eliza Doolittle, Rumer és Ellie [Goulding]”. Linda Barnard, a Toronto Star munkatársa szerint Winehouse „azon brit nők közé tartozik, akik a slágerlisták élére álltak [...] erőteljes hangjukkal”, és hogy a Back to Blackért elnyert „impozáns” öt Grammy-díja a „popzene csúcsára” emelte őt. 2020-ban a Rolling Stone a 33. helyre sorolta az albumot a Minden idők 500 legjobb albuma listáján. Az album bekerült az 1001 lemez, amit hallanod kell, mielőtt meghalsz című könyvbe is. A Rolling Stone 2010-es visszatekintő kritikájában Douglas Wolk az ötből négy és fél csillagot adott az albumnak, és „egy valószínűtlen csodának, egy kétségbeejtően szomorú és felkavaró lemeznek nevezte, amelynek dallama és produkciója (Remi és Mark Ronson által) méltó a soul Hírességek csarnokához, akiket megidéz- a 'Tears Dry on Their Own' lényegében az 'Ain't No Mountain High Enough' önvádaskodásként való átdolgozása”. A The Guardian 2019-es, zeneszerzők körében végzett felmérésében a Back to Black az első helyen végzett a 21. század legjobb albumainak rangsorában.

### Dokumentumfilm
2018 szeptemberében jelent meg a Back to Black albumon alapuló dokumentumfilm Amy Winehouse: Back to Black címmel. A film új interjúkat, és archív felvételeket is tartalmaz. A filmet az Eagle Vision készítette, producere Gil Cang volt, és 2018. november 2-án jelent meg DVD-n. A filmben interjúkat adnak a producerek Mark Ronson és Salaam Remi, akik fele-fele arányban dolgoztak az albumon, valamint a Dap-Kings, Remi zenei csapata, a Ronettes énekese, Ronnie Spector, és Winehouse közeli barátai, köztük Nick Shymansky, Juliette Ashby és Dionne Bromfield. A filmet az An Intimate Evening in London című felvétel kíséri, amely Winehouse 2008-as londoni Riverside Studiosban adott koncertjének felvétele.

## Az albumon szereplő dalok listája
Az összes dal szerzője Amy Winehouse, kivéve ahol más szerepel. 
| 1.    | Rehab                  |                                                | Mark Ronson | 3:34 |
| 2.    | You Know I’m No Good   |                                                | Ronson      | 4:17 |
| 3.    | Me & Mr. Jones         |                                                | Salaam Remi | 2:33 |
| 4.    | Just Friends           |                                                | Remi        | 3:13 |
| 5.    | Back to Black          | Winehouse Ronson                               | Ronson      | 4:01 |
| 6.    | Love Is a Losing Game  |                                                | Ronson      | 2:35 |
| 7.    | Tears Dry on Their Own | Winehouse Nickolas Ashford Valerie Simpson     | Remi        | 3:06 |
| 8.    | Wake Up Alone          | Winehouse Paul O'Duffy                         | Ronson      | 3:42 |
| 9.    | Some Unholy War        |                                                | Remi        | 2:22 |
| 10.   | He Can Only Hold Her   | Winehouse Richard Poindexter Robert Poindexter | Ronson      | 2:46 |
| 11.   | Addicted               |                                                | Remi        | 2:45 |
| 34:56 |                        |                                                |             |      |

| Amerikai kiadás | Amerikai kiadás                                             | Amerikai kiadás                                | Amerikai kiadás     | Amerikai kiadás | Amerikai kiadás | Amerikai kiadás | Amerikai kiadás | Amerikai kiadás | Amerikai kiadás |
|                 | Cím                                                         | Szerző(k)                                      | Producer(ek)        | Hossz           |                 |                 |                 |                 |                 |
| --------------- | ----------------------------------------------------------- | ---------------------------------------------- | ------------------- | --------------- | --------------- | --------------- | --------------- | --------------- | --------------- |
| 10.             | He Can Only Hold Her (has 31 seconds of silence at the end) | Winehouse Richard Poindexter Robert Poindexter | Ronson              | 3:19            |                 |                 |                 |                 |                 |
| 11.             | You Know I’m No Good (remix, featuring Ghostface Killah)    |                                                | Ronson              | 3:22            |                 |                 |                 |                 |                 |
| 12.             | Rehab (Hot Chip remix) (iTunes Store bonus track)           |                                                | Ronson Hot Chip [a] | 6:58            |                 |                 |                 |                 |                 |
| 45:47           |                                                             |                                                |                     |                 |                 |                 |                 |                 |                 |

| Japán kiadás bónuszdalai | Japán kiadás bónuszdalai                                 | Japán kiadás bónuszdalai         | Japán kiadás bónuszdalai     | Japán kiadás bónuszdalai | Japán kiadás bónuszdalai | Japán kiadás bónuszdalai | Japán kiadás bónuszdalai | Japán kiadás bónuszdalai | Japán kiadás bónuszdalai |
|                          | Cím                                                      | Szerző(k)                        | Producer(ek)                 | Hossz                    |                          |                          |                          |                          |                          |
| ------------------------ | -------------------------------------------------------- | -------------------------------- | ---------------------------- | ------------------------ | ------------------------ | ------------------------ | ------------------------ | ------------------------ | ------------------------ |
| 12.                      | Close to the Front                                       | Winehouse Felix Howard Paul Simm | Howard Simm                  | 4:35                     |                          |                          |                          |                          |                          |
| 13.                      | Hey Little Rich Girl (featuring Zalon and Ade)           | Rod Byers                        |                              | 3:35                     |                          |                          |                          |                          |                          |
| 14.                      | Monkey Man                                               | Frederick Hibbert                |                              | 2:56                     |                          |                          |                          |                          |                          |
| 15.                      | Back to Black (The Rumble Strips remix)                  | Winehouse Ronson                 | Ronson The Rumble Strips [a] | 3:48                     |                          |                          |                          |                          |                          |
| 16.                      | You Know I'm No Good (remix, featuring Ghostface Killah) |                                  | Ronson                       | 3:22                     |                          |                          |                          |                          |                          |
| 53:12                    |                                                          |                                  |                              |                          |                          |                          |                          |                          |                          |

| Német limitált kiadás bónuszdalai | Német limitált kiadás bónuszdalai                     | Német limitált kiadás bónuszdalai                                    | Német limitált kiadás bónuszdalai | Német limitált kiadás bónuszdalai | Német limitált kiadás bónuszdalai | Német limitált kiadás bónuszdalai | Német limitált kiadás bónuszdalai | Német limitált kiadás bónuszdalai | Német limitált kiadás bónuszdalai |
|                                   | Cím                                                   | Szerző(k)                                                            | Hossz                             |                                   |                                   |                                   |                                   |                                   |                                   |
| --------------------------------- | ----------------------------------------------------- | -------------------------------------------------------------------- | --------------------------------- | --------------------------------- | --------------------------------- | --------------------------------- | --------------------------------- | --------------------------------- | --------------------------------- |
| 11.                               | Rehab (live at Kalkscheune / Berlin)                  |                                                                      | 3:37                              |                                   |                                   |                                   |                                   |                                   |                                   |
| 12.                               | Love Is a Losing Game (live at Kalkscheune / Berlin)  |                                                                      | 2:45                              |                                   |                                   |                                   |                                   |                                   |                                   |
| 13.                               | Tears Dry on Their Own (live at Kalkscheune / Berlin) | Winehouse Ashford Simpson                                            | 3:15                              |                                   |                                   |                                   |                                   |                                   |                                   |
| 14.                               | Take the Box (live at Kalkscheune / Berlin)           | Winehouse Luke Smith                                                 | 3:39                              |                                   |                                   |                                   |                                   |                                   |                                   |
| 15.                               | Valerie (live at Kalkscheune / Berlin)                | Sean Payne Dave McCabe Abi Harding Boyan Chowdhury Russell Pritchard | 4:14                              |                                   |                                   |                                   |                                   |                                   |                                   |
| 52:26                             |                                                       |                                                                      |                                   |                                   |                                   |                                   |                                   |                                   |                                   |

| Deluxe kiadás bónuszlemez | Deluxe kiadás bónuszlemez                                         | Deluxe kiadás bónuszlemez                | Deluxe kiadás bónuszlemez | Deluxe kiadás bónuszlemez | Deluxe kiadás bónuszlemez | Deluxe kiadás bónuszlemez | Deluxe kiadás bónuszlemez | Deluxe kiadás bónuszlemez | Deluxe kiadás bónuszlemez |
|                           | Cím                                                               | Szerző(k)                                | Producer(ek)              | Hossz                     |                           |                           |                           |                           |                           |
| ------------------------- | ----------------------------------------------------------------- | ---------------------------------------- | ------------------------- | ------------------------- | ------------------------- | ------------------------- | ------------------------- | ------------------------- | ------------------------- |
| 1.                        | Valerie                                                           | Payne McCabe Harding Chowdhury Pritchard | Ronson                    | 3:53                      |                           |                           |                           |                           |                           |
| 2.                        | Cupid                                                             | Sam Cooke                                |                           | 3:49                      |                           |                           |                           |                           |                           |
| 3.                        | Monkey Man                                                        | Hibbert                                  |                           | 2:56                      |                           |                           |                           |                           |                           |
| 4.                        | Some Unholy War (down tempo)                                      |                                          | Remi                      | 3:17                      |                           |                           |                           |                           |                           |
| 5.                        | Hey Little Rich Girl (featuring Zalon and Ade)                    | Byers                                    |                           | 3:35                      |                           |                           |                           |                           |                           |
| 6.                        | You're Wondering Now (UK, Australian, and Japanese editions only) | Clement Dodd                             |                           | 2:33                      |                           |                           |                           |                           |                           |
| 7.                        | To Know Him Is to Love Him                                        | Phil Spector                             | Sam Gregory               | 2:24                      |                           |                           |                           |                           |                           |
| 8.                        | Love Is a Losing Game (original demo)                             |                                          | Ronson                    | 3:43                      |                           |                           |                           |                           |                           |
| 26:10                     |                                                                   |                                          |                           |                           |                           |                           |                           |                           |                           |

| Best Buy exkluzív deluxe kiadás bónusz DVD | Best Buy exkluzív deluxe kiadás bónusz DVD       | Best Buy exkluzív deluxe kiadás bónusz DVD | Best Buy exkluzív deluxe kiadás bónusz DVD | Best Buy exkluzív deluxe kiadás bónusz DVD | Best Buy exkluzív deluxe kiadás bónusz DVD | Best Buy exkluzív deluxe kiadás bónusz DVD | Best Buy exkluzív deluxe kiadás bónusz DVD | Best Buy exkluzív deluxe kiadás bónusz DVD | Best Buy exkluzív deluxe kiadás bónusz DVD |
|                                            | Cím                                              | Hossz                                      |                                            |                                            |                                            |                                            |                                            |                                            |                                            |
| ------------------------------------------ | ------------------------------------------------ | ------------------------------------------ | ------------------------------------------ | ------------------------------------------ | ------------------------------------------ | ------------------------------------------ | ------------------------------------------ | ------------------------------------------ | ------------------------------------------ |
| 1.                                         | International Electronic Press Kit               | 23:01                                      |                                            |                                            |                                            |                                            |                                            |                                            |                                            |
| 2.                                         | Intro / Back to Black (live @ The Orange Lounge) | 2:40                                       |                                            |                                            |                                            |                                            |                                            |                                            |                                            |
| 3.                                         | Rehab (live @ The Orange Lounge)                 | 3:30                                       |                                            |                                            |                                            |                                            |                                            |                                            |                                            |
| 4.                                         | You Know I’m No Good (live @ The Orange Lounge)  | 3:11                                       |                                            |                                            |                                            |                                            |                                            |                                            |                                            |
| 5.                                         | Love Is a Losing Game (live @ The Orange Lounge) | 2:37                                       |                                            |                                            |                                            |                                            |                                            |                                            |                                            |
| 34:59                                      |                                                  |                                            |                                            |                                            |                                            |                                            |                                            |                                            |                                            |

| Holland limitált kiadás bónuszlemez: Live from Paradiso, Amsterdam, 8 February 2007 | Holland limitált kiadás bónuszlemez: Live from Paradiso, Amsterdam, 8 February 2007 | Holland limitált kiadás bónuszlemez: Live from Paradiso, Amsterdam, 8 February 2007 | Holland limitált kiadás bónuszlemez: Live from Paradiso, Amsterdam, 8 February 2007 | Holland limitált kiadás bónuszlemez: Live from Paradiso, Amsterdam, 8 February 2007 | Holland limitált kiadás bónuszlemez: Live from Paradiso, Amsterdam, 8 February 2007 | Holland limitált kiadás bónuszlemez: Live from Paradiso, Amsterdam, 8 February 2007 | Holland limitált kiadás bónuszlemez: Live from Paradiso, Amsterdam, 8 February 2007 | Holland limitált kiadás bónuszlemez: Live from Paradiso, Amsterdam, 8 February 2007 | Holland limitált kiadás bónuszlemez: Live from Paradiso, Amsterdam, 8 February 2007 |
|                                                                                     | Cím                                                                                 | Szerző(k)                                                                           | Hossz                                                                               |                                                                                     |                                                                                     |                                                                                     |                                                                                     |                                                                                     |                                                                                     |
| ----------------------------------------------------------------------------------- | ----------------------------------------------------------------------------------- | ----------------------------------------------------------------------------------- | ----------------------------------------------------------------------------------- | ----------------------------------------------------------------------------------- | ----------------------------------------------------------------------------------- | ----------------------------------------------------------------------------------- | ----------------------------------------------------------------------------------- | ----------------------------------------------------------------------------------- | ----------------------------------------------------------------------------------- |
| 1.                                                                                  | Just Friends                                                                        |                                                                                     | 3:20                                                                                |                                                                                     |                                                                                     |                                                                                     |                                                                                     |                                                                                     |                                                                                     |
| 2.                                                                                  | Back to Black                                                                       | Winehouse Ronson                                                                    | 3:55                                                                                |                                                                                     |                                                                                     |                                                                                     |                                                                                     |                                                                                     |                                                                                     |
| 3.                                                                                  | I Heard Love Is Blind                                                               |                                                                                     | 3:13                                                                                |                                                                                     |                                                                                     |                                                                                     |                                                                                     |                                                                                     |                                                                                     |
| 4.                                                                                  | Rehab                                                                               |                                                                                     | 3:33                                                                                |                                                                                     |                                                                                     |                                                                                     |                                                                                     |                                                                                     |                                                                                     |
| 5.                                                                                  | You Know I’m No Good                                                                |                                                                                     | 4:17                                                                                |                                                                                     |                                                                                     |                                                                                     |                                                                                     |                                                                                     |                                                                                     |
| 6.                                                                                  | Love Is a Losing Game                                                               |                                                                                     | 2:47                                                                                |                                                                                     |                                                                                     |                                                                                     |                                                                                     |                                                                                     |                                                                                     |
| 21:05                                                                               |                                                                                     |                                                                                     |                                                                                     |                                                                                     |                                                                                     |                                                                                     |                                                                                     |                                                                                     |                                                                                     |

### Átvett minták
- A Tears Dry on Their Own a Nickolas Ashford és Valerie Simpson által írt Ain't No Mountain High Enough mintáját tartalmazza.[19]
- A He Can Only Hold Her a Richard és Robert Poindexter által írt (My Girl) She's a Fox mintáját tartalmazza.[19]

## Közreműködők
Forrás:

### Zenészek
- Amy Winehouse – vokálok (összes dal); gitár (3, 4, 9, 11); háttérvokálok (3, 7, 9, 11)
- Nick Movshon – basszusgitár (1, 2, 5, 6, 8, 10)
- Homer Steinweiss – dobok (1, 2, 5, 6, 8, 10)
- Thomas Brenneck – gitár (1, 2, 5, 6, 8, 10)
- Binky Griptite – gitár (1, 2, 5, 6, 8, 10)
- Victor Axelrod – zongora (1, 2, 5, 6, 8, 10); Wurlitzer, taps (1, 2)
- Dave Guy – trombita (1, 2, 10)
- Neal Sugarman – tenorszaxofon (1, 2, 10, 11)
- Ian Hendrickson-Smith – baritonszaxofon (1, 2)
- Mark Ronson – taps (1); zenekari elrendezések (1, 2, 5, 6, 8); tamburin (5); csettintés (10)
- Vaughan Merrick – taps (1, 2, 5, 6, 8, 10)
- Perry Montague-Mason – hegedű, zenekarvezető (1, 5, 6)
- Chris Tombling – hegedű (1, 5, 6)
- Mark Berrow – hegedű (1, 5, 6)
- Warren Zielinski – hegedű (1, 5, 6)
- Liz Edwards – hegedű (1, 5, 6)
- Boguslaw Kostecki – hegedű (1, 5, 6)
- Peter Hanson – hegedű (1, 5, 6)
- Jonathan Rees – hegedű (1, 5, 6)
- Tom Pigott-Smith – hegedű (1, 5, 6)
- Everton Nelson – hegedű (1, 5, 6)
- Bruce White – brácsa (1, 5, 6)
- Jon Thorne – brácsa (1, 5, 6)
- Katie Wilkinson – brácsa (1, 5, 6)
- Rachel Bolt – brácsa (1, 5, 6)
- Anthony Pleeth – cselló (1, 5, 6)
- Joely Koos – cselló (1, 5, 6)
- John Heley – cselló (1, 5, 6)
- Helen Tunstall – hárfa (1, 6)
- Steve Sidwell – trombita (1, 6)
- Richard Edwards – tenorharsona (1, 6)
- Andy Mackintosh – altszaxofon (1, 5, 6)
- Chris Davies – altszaxofon (1, 5, 6)
- Jamie Talbot – tenorszaxofon (1, 5, 6)
- Mike Smith – tenorszaxofon (1, 6)
- Dave Bishop – baritonszaxofon (1, 5, 6)
- Frank Ricotti – ütőshangszerek (1, 5, 6)
- Gabriel Roth – zenekari elrendezések (1, 2, 5, 6, 8)
- Chris Elliott – zenekari elrendezések, karmester (1, 5, 6)
- Isobel Griffiths – zenekari vállalkozó (1, 5, 6)
- Salaam Remi – nagybőgő (3); dobok (3, 9, 11); zongora (3, 7); basszus (4, 7, 9, 11); gitár (7, 9)
- Vincent Henry – baritonszaxofon, tenorszaxofon (3, 7); gitár (3, 4, 7, 9, 11); klarinét (4, 7);  basszusklarinét (4); altszaxofon, furulya, zongora, cseleszta (7); szaxofon (11)
- Bruce Purse – basszustrombita, szárnykürt (3, 4, 7, 11); trombita (4, 7, 11)
- Troy Auxilly-Wilson – dobok (4, 7, 11); tamburin (7)
- John Adams – Rhodes (4, 11); orgona (4, 9, 11)
- P*Nut – eredeti demo produkció (10)
- Sam Koppelman – ütőshangszerek (10)
- Cochemea Gastelum – baritonszaxofon (10)
- Zalon – háttérvokálok (10)
- Ade – háttérvokálok (10)

### Technikai munkatársak
- Mark Ronson – producer (1, 2, 5, 6, 8, 10); felvételek (1, 2, 5, 6, 8)
- Tom Elmhirst – hangkeverés (1, 2, 5–8, 10)
- Matt Paul – hangkeverés asszisztens (1, 2, 5–8, 10); felvételek (10)
- Salaam Remi – producer (3, 4, 7, 9, 11)
- Franklin Socorro – felvételek (3, 4, 7, 9, 11)
- Gleyder "Gee" Disla – felvételi asszisztens (3, 4, 7, 9, 11)
- Shomari "Sho" Dillon – felvételi asszisztens (3, 4, 7, 9, 11)
- Gary "G Major" Noble – hangkeverés (3, 4, 9, 11)
- James Wisner – hangkeverés asszisztens (3, 4, 9, 11)
- Dom Morley – hangmérnök asszisztens (1, 5, 6, 10); felvételek (10)
- Vaughan Merrick – felvételek (1, 2, 5, 6, 8, 10)
- Jesse Gladstone – felvételi asszisztens (1, 2, 5, 6, 8)
- Mike Makowski – felvételi asszisztens (1, 2, 5, 6, 8)
- Gabriel Roth – felvételek (10)
- Derek Pacuk – felvételek (10)
- Stuart Hawkes – maszerelés

### Borító
- Mischa Richter – fotográfia
- Harry Benson – center page fotózás
- Alex Hutchinson – design, tervezés

## Helyezések

### Heti listák
| Lista (2006–2011)                             | Legjobb helyezés |
| --------------------------------------------- | ---------------- |
| Ausztrália (ARIA Top 50 Albums)               | 4                |
| Ausztria (Ö3 Austria Top 40)                  | 1                |
| Belgium (Ultratop Flandria)                   | 1                |
| Belgium (Ultratop Vallónia)                   | 2                |
| Kanada (Billboard Canadian Albums Chart)      | 4                |
| Horvátország (HDU)                            | 1                |
| Csehország (ČNS IFPI Albums Top 100)          | 4                |
| Dánia (Hitlisten Album Top 40)                | 1                |
| Hollandia (Dutch Charts Album Top 100)        | 1                |
| European Albums (Billboard)                   | 1                |
| Finnország (Musiikkituottajat Albumit Top 50) | 2                |
| Franciaország (SNEP Album Top 100)            | 1                |
| Németország (Offizielle Top 100)              | 1                |
| Görögország (IFPI)                            | 1                |
| Magyarország (MAHASZ Top 40 albumlista)       | 3                |
| Írország (IRMA Top 100 Artist Album)          | 1                |
| Olaszország (FIMI Album Top 20)               | 1                |
| Japán (Oricon)                                | 23               |
| Mexikó (Top 100 Mexico)                       | 6                |
| Új-Zéland (Recorded Music NZ Top 40 Albums)   | 1                |
| Norvégia (VG-lista Album Top 40)              | 1                |
| Lengyelország (ZPAV Album Top 50)             | 1                |
| Portugália (AFP Top 30 Albums)                | 1                |
| Oroszország (2M)                              | 7                |
| Egyesült Királyság (Scottish Albums)          | 1                |
| Spanyolország (PROMUSICAE Top 100 Álbumes)    | 1                |
| Svédország (Sverigetopplistan Top 60 Albums)  | 4                |
| Svájc (Schweizer Hitparade Top 100 Albums)    | 1                |
| Egyesült Királyság (UK Albums Chart)          | 1                |
| Egyesült Királyság (UK R&B Albums)            | 1                |
| USA Billboard 200                             | 2                |
| USA Top Alternative Albums (Billboard)        | 2                |
| USA Top R&B/Hip-Hop Albums (Billboard)        | 4                |
| USA Top Tastemaker Albums (Billboard)         | 3                |

| Lista (2024)                         | Legjobb helyezés |
| ------------------------------------ | ---------------- |
| Argentína (CAPIF)                    | 2                |
| Egyesült Királyság (UK Albums Chart) | 22               |

### Év végi összesített listák
| Lista (2006)             | Helyezés |
| ------------------------ | -------- |
| Egyesült Királyság (OCC) | 69       |

| Lista (2007)                             | Helyezés |
| ---------------------------------------- | -------- |
| Ausztrália (ARIA)                        | 29       |
| Ausztria (Ö3 Austria)                    | 30       |
| Belgium (Ultratop Flanders)              | 5        |
| Belgium (Ultratop Wallonia)              | 40       |
| Hollandia (Album Top 100)                | 4        |
| Európa (Billboard)                       | 2        |
| Finnország (Suomen virallinen lista)     | 19       |
| Franciaország (SNEP)                     | 6        |
| Németország (Offizielle Top 100)         | 17       |
| Magyarország (MAHASZ)                    | 65       |
| Írország (IRMA)                          | 2        |
| Olaszország (FIMI)                       | 26       |
| Új-Zéland (RMNZ)                         | 29       |
| Svédország (Sverigetopplistan)           | 18       |
| Svájc (Schweizer Hitparade)              | 3        |
| Egyesült Királyság (OCC) Standard kiadás | 1        |
| Egyesült Királyság (OCC) Deluxe kiadás   | 57       |
| USA Billboard 200                        | 24       |
| USA Top R&B/Hip-Hop Albumok (Billboard)  | 31       |
| Világszerte (IFPI)                       | 2        |

| Lista (2008)                             | Helyezés |
| ---------------------------------------- | -------- |
| Ausztrália (ARIA)                        | 24       |
| Ausztria (Ö3 Austria)                    | 1        |
| Belgium (Ultratop Flanders)              | 4        |
| Belgium (Ultratop Wallonia)              | 8        |
| Brazília (ABPD)                          | 11       |
| Horvátország (HDU)                       | 4        |
| Dánia (Hitlisten)                        | 12       |
| Hollandia (Album Top 100)                | 1        |
| Európa (Billboard) Standard kiadás       | 1        |
| Európa (Billboard) Deluxe kiadás         | 37       |
| Finnország (Suomen virallinen lista)     | 60       |
| Franciaország (SNEP)                     | 7        |
| Németország (Offizielle Top 100)         | 1        |
| Görögország (IFPI)                       | 25       |
| Görög Nemzetközi Albumok (IFPI)          | 4        |
| Magyarország (MAHASZ)                    | 35       |
| Írország (IRMA)                          | 13       |
| Olaszország (FIMI)                       | 8        |
| Mexikó (Top 100 Mexico)                  | 85       |
| Új-Zéland (RMNZ)                         | 5        |
| Spanyolország (PROMUSICAE)               | 3        |
| Svédország (Sverigetopplistan)           | 25       |
| Svájc (Schweizer Hitparade)              | 1        |
| Egyesült Királyság (OCC) Standard kiadás | 57       |
| Egyesült Királyság (OCC) Deluxe kiadás   | 14       |
| USA Billboard 200                        | 43       |
| USA Top Alternative Albumok (Billboard)  | 8        |
| USA Top R&B/Hip-Hop Albumok (Billboard)  | 42       |
| Világszerte (IFPI)                       | 7        |

| Lista (2009)               | Helyezés |
| -------------------------- | -------- |
| Európa (Billboard)         | 85       |
| Spanyolország (PROMUSICAE) | 35       |
| Egyesült Királyság (OCC)   | 146      |

| Lista (2011)                     | Helyezés |
| -------------------------------- | -------- |
| Ausztrália (ARIA)                | 77       |
| Ausztria (Ö3 Austria)            | 29       |
| Belgium (Ultratop Flanders)      | 42       |
| Belgium (Ultratop Wallonia)      | 69       |
| Brazília (ABPD)                  | 20       |
| Hollandia (Album Top 100)        | 25       |
| Németország (Offizielle Top 100) | 35       |
| Olaszország (FIMI)               | 30       |
| Mexikó (Top 100 Mexico)          | 67       |
| Új-Zéland (RMNZ)                 | 26       |
| Lengyelország (ZPAV)             | 19       |
| Svájc (Schweizer Hitparade)      | 41       |
| Egyesült Királyság (OCC)         | 32       |
| USA Billboard 200                | 169      |
| USA Catalog Albums (Billboard)   | 13       |
| Világszerte (IFPI)               | 28       |

| Lista (2012)                   | Helyezés |
| ------------------------------ | -------- |
| Belgium (Ultratop Flanders)    | 86       |
| Hollandia (Album Top 100)      | 76       |
| Olaszország (FIMI)             | 73       |
| Egyesült Királyság (OCC)       | 148      |
| USA Catalog Albums (Billboard) | 44       |

| Lista (2015)             | Helyezés |
| ------------------------ | -------- |
| Olaszország (FIMI)       | 92       |
| Egyesült Királyság (OCC) | 62       |

| Lista (2016)                   | Helyezés |
| ------------------------------ | -------- |
| Olaszország (FIMI)             | 96       |
| Lengyelország (ZPAV)           | 32       |
| Egyesült Királyság (OCC)       | 46       |
| USA Catalog Albums (Billboard) | 35       |

| Lista (2017)             | Helyezés |
| ------------------------ | -------- |
| Egyesült Királyság (OCC) | 76       |

| Lista (2018)             | Helyezés |
| ------------------------ | -------- |
| Egyesült Királyság (OCC) | 80       |

| Lista (2019)                            | Helyezés |
| --------------------------------------- | -------- |
| Belgium (Ultratop Flanders)             | 40       |
| Belgium (Ultratop Wallonia)             | 123      |
| Lengyelország (ZPAV)                    | 70       |
| Egyesült Királyság (OCC)                | 96       |
| USA Top Alternative Albumok (Billboard) | 49       |

| Lista (2020)                            | Helyezés |
| --------------------------------------- | -------- |
| Belgium (Ultratop Flanders)             | 49       |
| Belgium (Ultratop Wallonia)             | 84       |
| Írország (IRMA)                         | 50       |
| Egyesült Királyság (OCC)                | 66       |
| USA Top Alternative Albumok (Billboard) | 47       |

| Lista (2021)                            | Helyezés |
| --------------------------------------- | -------- |
| Belgium (Ultratop Flanders)             | 37       |
| Belgium (Ultratop Wallonia)             | 89       |
| Egyesült Királyság (OCC)                | 54       |
| USA Top Alternative Albumok (Billboard) | 33       |

| Lista (2022)                | Helyezés |
| --------------------------- | -------- |
| Ausztrália (ARIA)           | 99       |
| Belgium (Ultratop Flanders) | 51       |
| Belgium (Ultratop Wallonia) | 116      |
| Hollandia (Album Top 100)   | 39       |
| Egyesült Királyság (OCC)    | 86       |

| Lista (2023)                | Helyezés |
| --------------------------- | -------- |
| Belgium (Ultratop Flanders) | 66       |
| Belgium (Ultratop Wallonia) | 119      |
| Hollandia (Album Top 100)   | 54       |

| Lista (2024)                     | Helyezés |
| -------------------------------- | -------- |
| Belgium (Ultratop Flanders)      | 43       |
| Belgium (Ultratop Wallonia)      | 61       |
| Hollandia (Album Top 100)        | 19       |
| Németország (Offizielle Top 100) | 83       |
| Svájc (Schweizer Hitparade)      | 52       |
| Egyesült Királyság (OCC)         | 47       |

| Lista (2000–2009)        | Helyezés |
| ------------------------ | -------- |
| Egyesült Királyság (OCC) | 3        |

| Lista (2010–2019)                      | Helyezés |
| -------------------------------------- | -------- |
| Egyesült Királyság (OCC)               | 54       |
| Egyesült Királyság Vinyl Albumok (OCC) | 2        |

| Lista                           | Helyezés |
| ------------------------------- | -------- |
| Írország Női Albumok (IRMA)     | 3        |
| Egyesült Királyság (OCC)        | 13       |
| USA Billboard 200               | 150      |
| USA Billboard 200 (Női előadók) | 40       |

## Minősítések és eladási adatok
| Régió | Minősítés   | Eladott példányszám |
| --- | ----------- | ------------------- |
| Argentína (CAPIF) | arany       | 20 000^             |
| Ausztrália (ARIA) | 6× platina  | 420 000‡            |
| Ausztria (IFPI Austria) | 7× platina  | 210 000*            |
| Belgium (BEA) | 3× platina  | 150 000*            |
| Brazília (Pro-Música Brasil) | gyémánt     | 250 000*            |
| Kanada (Music Canada) | platina     | 100 000^            |
| Dánia (IFPI Denmark) | 7× platina  | 140 000‡            |
| Finnország (Musiikkituottajat) | platina     | 33 884              |
| Franciaország (SNEP) | 2× platina  | 1 140 000           |
| Németország (BVMI) | 6× platina  | 1 200 000^          |
| Görögország (IFPI Greece) | platina     | 15 000^             |
| Magyarország (MAHASZ) | platina     | 6 000^              |
| Olaszország (FIMI) eladások 2009 óta | 4× platina  | 200 000‡            |
| Japán (RIAJ) | arany       | 100 000^            |
| Hollandia (NVPI) | 5× platina  | 350 000^            |
| Új-Zéland (RMNZ) | 3× platina  | 45 000^             |
| Norvégia (IFPI Norway) | platina     | 40 000*             |
| Lengyelország (ZPAV) | 2× platina  | 40 000*             |
| Portugália (AFP) | 2× platina  | 40 000^             |
| Oroszország (NFPF) | 2× platina  | 40 000*             |
| Spanyolország (PROMUSICAE) | 2× platina  | 160 000^            |
| Svédország (GLF) | platina     | 40 000^             |
| Svájc(IFPI Switzerland) | 7× platina  | 210 000^            |
| Törökország (Mü-Yap) | arany       | 5 000*              |
| Egyesült Királyság (BPI) | 15× platina | 4 500 000‡          |
| Egyesült Államok (RIAA) | 2× platina  | 3 000 000           |
| Összesítés |             |                     |
| Európa (IFPI) | 8× platina  | 8 000 000*          |
| Világszerte |             | 16 000 000          |
| * Eladási példányszámok kizárólag a minősítés alapján. ^ Kiszállítási példányszámok kizárólag a minősítés alapján. ‡ Eladási+streaming példányszámok kizárólag a minősítés alapján. |             |                     |

## Megjelenések
| Régió              | Dátum               | Kiadás   | Kiadó              | For.    |
| ------------------ | ------------------- | -------- | ------------------ | ------- |
| Írország           | 2006. október 27.   | Standard | Island             | [ 343 ] |
| Egyesült Királyság | 2006. október 30.   | Standard | Island             | [ 344 ] |
| Lengyelország      | 2006. november 20.  | Standard | Universal          | [ 345 ] |
| Németország        | 2006. november 21.  | Standard | Universal          | [ 346 ] |
| Kanada             | 2006. december 12.  | Standard | Universal          | [ 347 ] |
| Franciaország      | 2007. január 28.    | Standard | Universal          | [ 326 ] |
| Olaszország        | 2007. február 2.    | Standard | Universal          | [ 348 ] |
| Ausztrália         | 2007. február 24.   | Standard | Universal          | [ 349 ] |
| Egyesült Államok   | 2007. március 13.   | Standard | Universal Republic | [ 172 ] |
| Németország        | 2007. június 15.    | Limitált | Universal          | [ 174 ] |
| Hollandia          | 2007. július 13.    | Limitált | Universal          | [ 179 ] |
| Japán              | 2007. szeptember 5. | Standard | Universal          | [ 350 ] |
| Kanada             | 2007. november 13.  | Deluxe   | Universal          | [ 351 ] |
| Ausztrália         | 2007. november 17.  | Deluxe   | Universal          | [ 175 ] |
| Írország           | 2007. november 23.  | Deluxe   | Island             | [ 352 ] |
| Németország        | 2007. november 30.  | Deluxe   | Universal          | [ 176 ] |
| Egyesült Királyság | 2007. december 3.   | Deluxe   | Island             | [ 353 ] |
| Japán              | 2008. február 6.    | Deluxe   | Universal          | [ 350 ] |
| Olaszország        | 2008. február 29.   | Deluxe   | Universal          | [ 354 ] |